# Premio Lumière per il miglior film francofono
Il Premio Lumière per il miglior film francofono (Prix Lumière du meilleur film francophone) è un premio cinematografico assegnato annualmente dall'Académie des Lumières ad un film francofono, non francese, uscito nelle sale nel corso dell'anno precedente.
È stato introdotto a partire dall'edizione del 2003, in sostituzione del premio per il miglior film straniero. Dall'edizione del 2020 è stato sostituito dal premio per la migliore coproduzione internazionale.

## Vincitori e candidati
I vincitori sono indicati in grassetto, a seguire gli altri candidati.

### Anni 2003-2009
- 2003: Il figlio (Le Fils) di Jean-Pierre e Luc Dardenne
- 2004: Le invasioni barbariche (Les invasions barbares), regia di Denys Arcand
- 2005: Demain on déménage, regia di Chantal Akerman
- 2006: L'Enfant - Una storia d'amore di Jean-Pierre e Luc Dardenne
- 2007: Bamako, regia di Abderrahmane Sissako
- 2008: Délice Paloma, regia di Nadir Moknèche
- 2009: Il matrimonio di Lorna (Le Silence de Lorna), regia di Jean-Pierre e Luc Dardenne

### Anni 2010-2019
- 2010: J'ai tué ma mère, regia di Xavier Dolan
  - 1 journée, regia di Jacob Berger
  - Après l'océan, regia di Eliane de Latour
  - Elève libre, regia di Joachim Lafosse
  - Où est la main de l'homme sans tête, regia di Guillaume e Stéphane Malandrin
  - Les Saignantes, regia di Jean-Pierre Bekolo
- 2011: Un Homme qui crie, regia di Mahamat Saleh Haroun
  - Amer, regia di Hélène Cattet e Bruno Forzani
  - Les amours imaginaires, regia di Xavier Dolan
  - Illégal, regia di Olivier Masset-Depasse
  - Orly, regia di Angela Schanelec
- 2012: La donna che canta (Incendies), regia di Denis Villeneuve
  - Curling, regia di Denis Côté
  - E ora dove andiamo? (Et maintenant, on va où?), regia di Nadine Labaki
  - Il ragazzo con la bicicletta (Le Gamin à vélo), regia di Jean-Pierre e Luc Dardenne
  - Un'estate da giganti (Les Géants), regia di Bouli Lanners
- 2013: La Pirogue, regia di Moussa Touré
  - À perdre la raison, regia di Joachim Lafosse
  - Laurence Anyways, regia di Xavier Dolan
  - Sister (L'Enfant d'en haut), regia di Ursula Meier
  - Monsieur Lazhar, regia di Philippe Falardeau
- 2014: Les Chevaux de Dieu, regia di Nabil Ayouch
  - Aujourd'hui, regia di Alain Gomis
  - Le Démantèlement, regia di Sébastien Pilote
  - Dead Man Talking, regia di Patrick Ridremont
  - Gabrielle, regia di Louise Archambault
  - Le Repenti, regia di Merzak Allouache
- 2015: Due giorni, una notte (Deux jours, une nuit), regia di Jean-Pierre Dardenne e Luc Dardenne
  - C'est eux les chiens..., regia di Hicham Lasri
  - Fièvres, regia di Hicham Ayouch
  - L'Oranais, regia di Lyès Salem
  - Mommy, regia di Xavier Dolan
  - Run, regia di Philippe Lacôte
- 2016: Much Loved, regia di Nabil Ayouch
  - Appena apro gli occhi - Canto per la libertà (À peine j'ouvre les yeux), regia di Leyla Bouzid
  - Dio esiste e vive a Bruxelles (Le tout nouveau testament), regia di Jaco Van Dormael
  - Es-Stouh, regia di Merzak Allouache
  - L'année prochaine, regia di Vania Leturcq
  - La vanité, regia di Lionel Baier
- 2017: Inhebek Hedi, regia di Mohamed Ben Attia
  - Belgica, regia di Felix van Groeningen
  - La ragazza senza nome (La fille inconnue), regia di Jean-Pierre Dardenne e Luc Dardenne
  - Les premiers les derniers, regia di Bouli Lanners
  - Mimosas, regia di Oliver Laxe
  - È solo la fine del mondo (Juste la fin du monde), regia di Xavier Dolan
- 2018: Insyriated, regia di Philippe Van Leeuw 
  - Avant la fin de l'été, regia di Maryam Goormaghtigh
  - La bella e le bestie (Aala kāf ʿifrīt), regia di Kaouther Ben Hania
  - Un matrimonio (Noces), regia di Stephan Streker
  - Paris pieds nus, regia di Dominique Abel e Fiona Gordon
- 2019: Girl, regia di Lukas Dhont
  - Cafarnao - Caos e miracoli (Capharnaüm), regia di Nadine Labaki
  - Chris the Swiss, regia di Anja Kofmel
  - L'insulto (L'insulte), regia di Ziad Doueiri
  - Le nostre battaglie (Nos batailles), regia di Guillaume Senez